# Vasai-Virar City

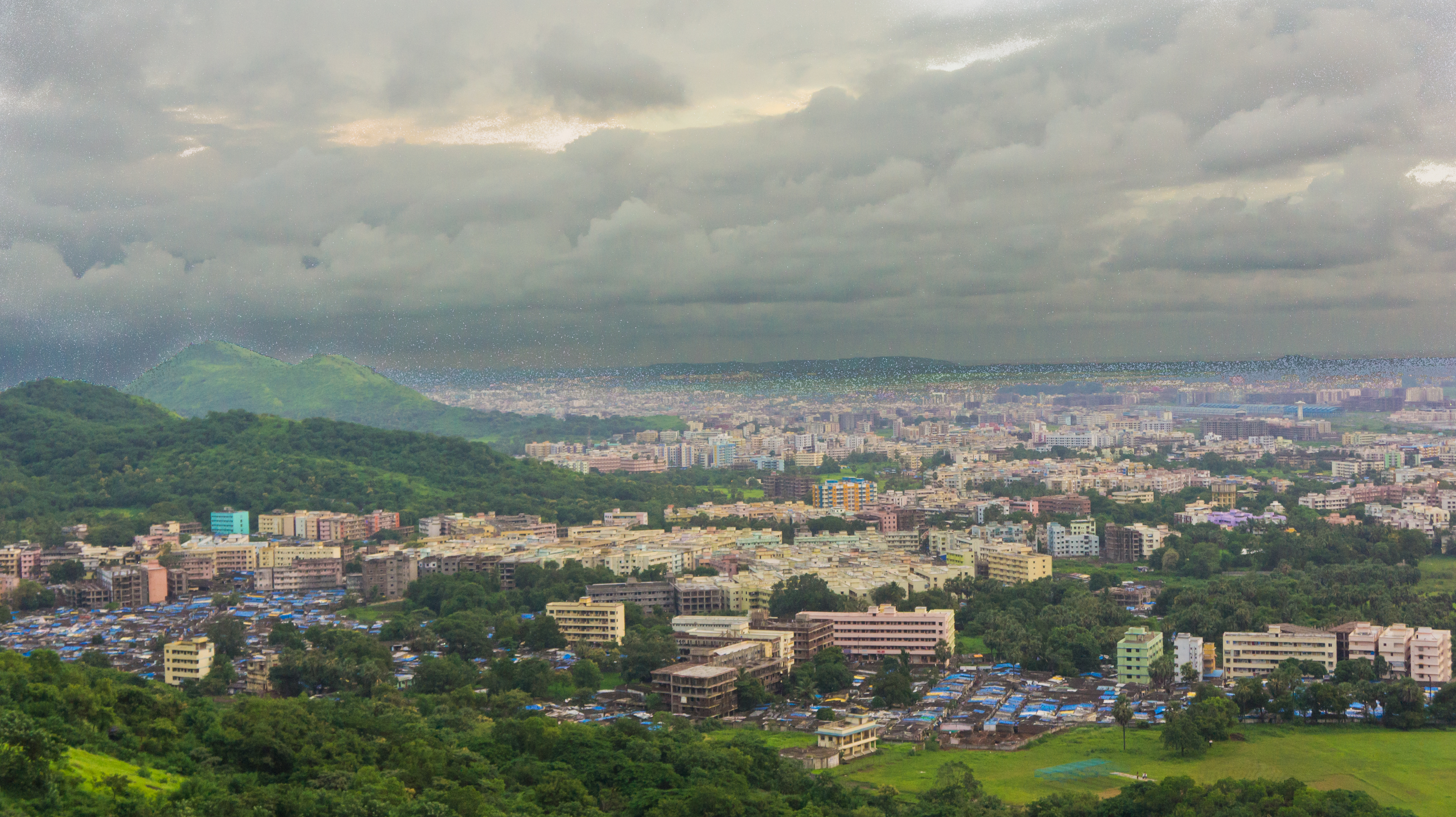
Vy över Vasai-Virar City

Vasai-Virar City är en relativt nybildad stad i västra Indien och tillhör distriktet Thane i delstaten Maharashtra. Folkmängden uppgick till 1 222 390 invånare vid folkräkningen 2011. Delstatens myndigheter beslöt till att börja med att slå samman fyra tidigare städer med 53 omgivande byar och samhällen, som tillsammans kom att bilda den kommunala enheten Vasai-Virar City Municipal Corporation. Ett meddelande om detta gick ut offentligt den 3 juli 2009. Många protester har höjts över bildandet av staden då många i de berörda byarna fruktar att de kommer att påverkas negativt av den ökande urbaniseringen i området som förväntas av sammanslagningen. De flesta av byarna motsatte sig anslutningen till Vasai-Virar vid ett möte den 21 september 2006, men sammanslagningen har genomförts trots detta. Staden har dock genomgått flera omorganisationer under senare tid; bland annat den 21 april 2011 då delstatens myndigheter beslöt att 29 av de medräknade byarna inte skulle ingå i Vasai-Virar. Stadens administrativa centrum är beläget i Virar, som ligger cirka 6 mil norr om centrala Bombay.
De före detta städerna som ingår i Vasai-Virar City är Nalasopara, Navghar-Manikpur, Vasai och Virar. Därutöver ingår, förutom ett stort antal byar, ytterligare några urbana samhällen, som Gokhivare, Kopharad, Sandor och Waliv.
Vasai, även känd som Bassein, hette Baçaim under portugisiskt styre.   